# U-18-Faustball-Europameisterschaft der Frauen 2013
Die 10. Faustball-Europameisterschaft für weibliche U18-Mannschaften fand 2013 in Vöcklabruck (Österreich) zeitgleich mit der Europameisterschaft 2013 für männliche U18-Mannschaften statt. Österreich war zum dritten Mal Ausrichter der Faustball-Europameisterschaft der weiblichen U18-Mannschaften.

## Vorrunde
Spielergebnisse
| 13.07.2013 | Deutschland | - | Österreich | 3:0 | (11:2, 12:10, 11:5)      |
| 13.07.2013 | Schweiz     | - | Italien    | 3:0 | (11:5, 11:4, 11:7)       |
| 13.07.2013 | Deutschland | - | Italien    | 3:0 | (11:2, 11:6, 11:6)       |
| 13.07.2013 | Schweiz     | - | Österreich | 1:3 | (3:11, 5:11, 11:8, 7:11) |
| 13.07.2013 | Deutschland | - | Schweiz    | 3:0 | (11:5, 11:5, 11:6)       |
| 13.07.2013 | Österreich  | - | Italien    | 3:1 | (11:1, 11:2, 11:4)       |

## Halbfinale
Der Sieger der Vorrunde war direkt für das Finale qualifiziert, der Zweite und der Dritte spielten im Halbfinale um den Finaleinzug. Der Gruppenvierte traf im Spiel um Platz drei auf den Verlierer des Halbfinals.
| 14.07.2013 | Österreich | - | Schweiz | 3:0 | (11:5, 11:8, 11:8) |

## Finalspiele
| Spiel um Platz 3 | Spiel um Platz 3 | Spiel um Platz 3 | Spiel um Platz 3 | Spiel um Platz 3 | Spiel um Platz 3    | Spiel um Platz 3 |
| ---------------- | ---------------- | ---------------- | ---------------- | ---------------- | ------------------- | ---------------- |
| 14.07.2013       | Italien          | –                | Schweiz          | 0:3              | (2:11, 3:11, 2:11)  |                  |
| Finale           |                  |                  |                  |                  |                     |                  |
| 14.07.2013       | Deutschland      | –                | Österreich       | 0:3              | (9:11, 10:12, 5:11) |                  |

## Platzierungen
| Rang | Land        |
| ---- | ----------- |
| 1.   | Österreich  |
| 2.   | Deutschland |
| 3.   | Schweiz     |
| 4.   | Italien     |